# Langendorf, Burgenland
Langendorf là một đô thị thuộc huyện Burgenland, bang Sachsen-Anhalt, Đức. Đô thị Langendorf, Burgenland có diện tích 14,53 km², dân số thời điểm ngày 31 tháng 12 năm 2006 là 2475 người. 

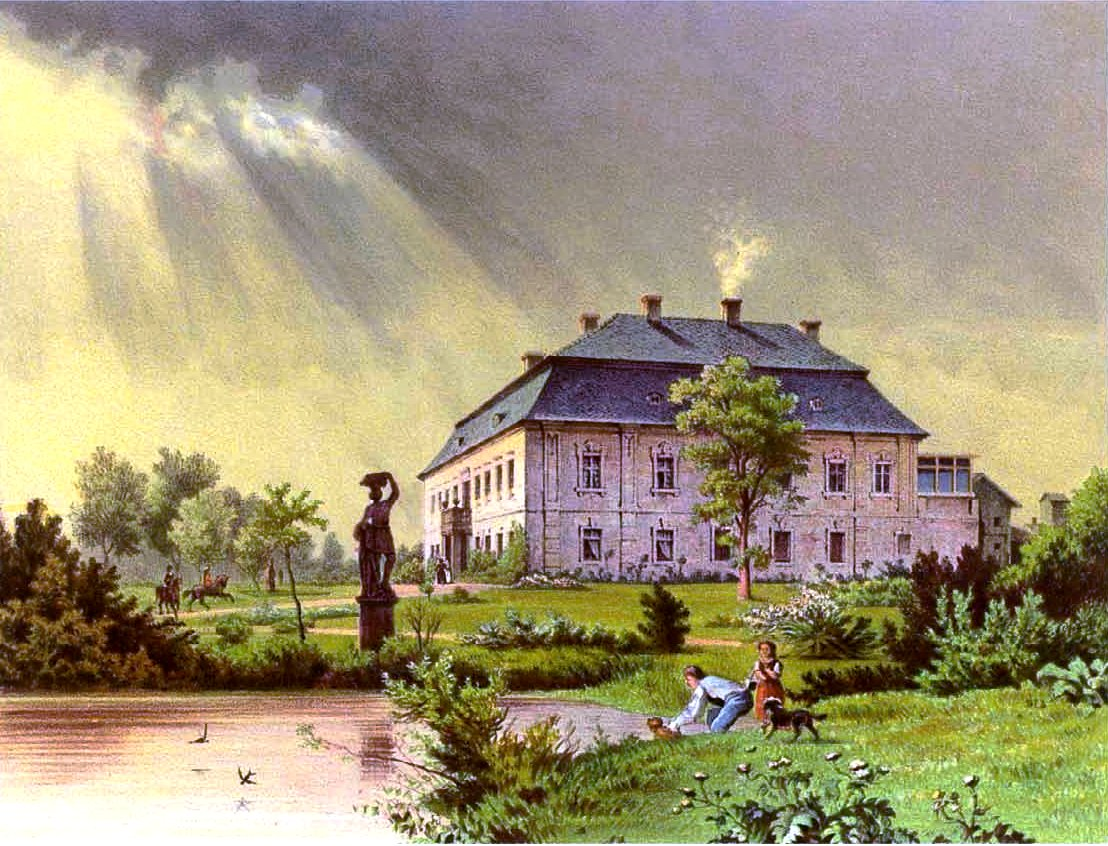
Schloss in Langendorf, tranh của Alexander Duncker